# 13084 Virchow
13084 Virchow là một tiểu hành tinh vành đai chính với chu kỳ quỹ đạo là 1552.4925548 ngày (4.25 năm).
Nó được phát hiện ngày 2 tháng 4 năm 1992.